# Asia Times
Asia Times (dawn. Asia Times Online) – dwujęzyczna angielsko-chińska gazeta internetowa poruszająca problematykę geopolityki, polityki, ekonomii oraz biznesu „z azjatyckiej perspektywy”.
Czasopismo powstało na początku 1999 r. jako kontynuator linii programowej wydawanej w Hongkongu i Bangkoku codziennej gazety „Asia Times” (powstałej w 1995 r.), należącej do tajskiego przedsiębiorcy medialnego i lidera Sojuszu Ludowego na rzecz Demokracji Sondhi Limthongkula. Pismo zamknięto w połowie 1997 r., na tydzień przed dewaluacją tajskiej waluty – bata, co rozpoczęło azjatycki kryzys finansowy w tym okresie. Jest zarejestrowane i prowadzone w Hongkongu. Większość przychodów gazety pochodzi z reklam.
„The New York Times” w 2006 r. określił Asia Times Online jako jedno z najważniejszych azjatyckich regionalnych czasopism internetowych.